# Nikita Dewjatkin
Nikita Sergejewitsch Dewjatkin (russisch Никита Сергеевич Девяткин; * 3. April 1999 in Almaty) ist ein kasachischer Skispringer.

## Werdegang
Nikita Dewjatkin debütierte am 26. und 27. September 2015 im rumänischen Râșnov im FIS-Cup, wo er die Plätze 66 und 65 belegte; seitdem startet er regelmäßig bei Wettbewerben im FIS-Cup, wobei er bisher (Stand März 2019) noch keine Top-30-Platzierung erreichen konnte.
Bei den Nordischen Junioren-Skiweltmeisterschaften 2018 im Schweizerischen Kandersteg belegte er im Einzelwettbewerb den 53. Platz sowie im Mixed-Teamwettbewerb zusammen mit Dajana Pecha, Walentina Sderschikowa und Sergei Zyryanow den 14. und letzten Platz. Ein Jahr später wurde er bei den Junioren-Skiweltmeisterschaften 2019 in Lahti im Einzelwettbewerb disqualifiziert, im Mannschaftswettbewerb erreichte er mit Nurschat Tursynschanow, Gleb Safonow und Sergei Tkatschenko erneut nur den 14. Platz.
Bei den Nordischen Skiweltmeisterschaften 2019 in Seefeld in Tirol konnte sich Dewjatkin als 60. und 63. jeweils nicht für die Einzelwettbewerbe qualifizieren. Im Mannschaftswettbewerb am 26. Februar 2019 belegte er zusammen mit Sabyrschan Muminow, Gleb Safonow und Sergei Tkatschenko den 12. und letzten Platz.